# إيمي كاين
إيمي كاين (بالإنجليزية: Amy Kane)‏ هي لاعبة كرة قدم بريطانية، ولدت في 10 سبتمبر 1986 في ليفربول في المملكة المتحدة. لعبت مع Blackburn Rovers W.F.C. ‏.

## وصلات خارجية
- إيمي كاين على موقع قاعدة بيانات كرة القدم.إي يو (الإنجليزية)
- إيمي كاين على موقع Soccerway.com (الإنجليزية)